# Škoda 06T
Škoda 06T (obchodní název Elektra) je česká pětičlánková nízkopodlažní tramvaj, která vychází z typu 05T.

## Konstrukce

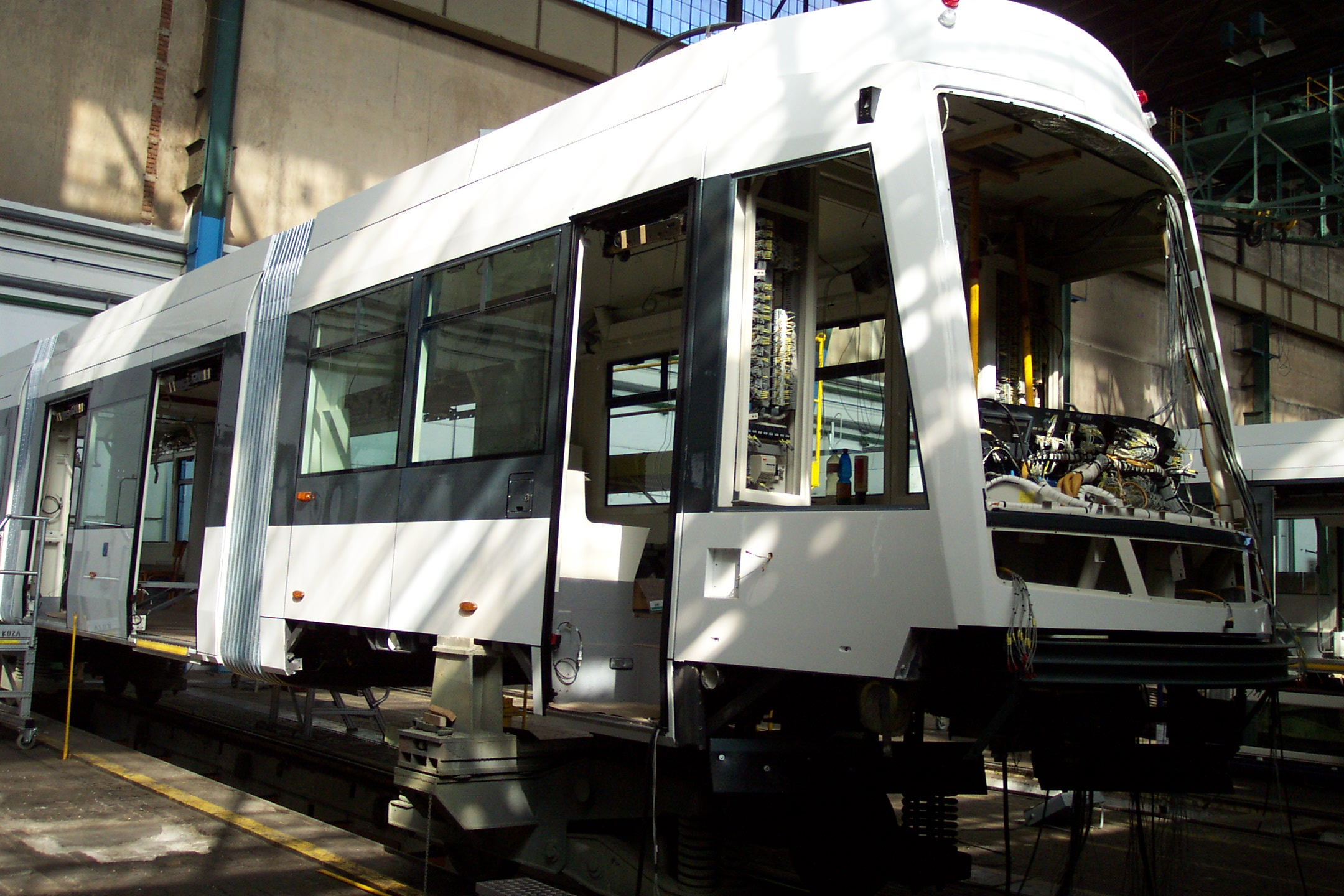
Výroba tramvaje 06T v továrně Škoda Transportation

06T je obousměrný šestinápravový motorový částečně nízkopodlažní tramvajový vůz. Sestává z pěti článků, které jsou spojeny klouby a krycími měchy. Na obou stranách vozu jsou patery předsuvné dveře (čtvery dvojkřídlé, jedny jednokřídlé).
Konstrukčně i designově vychází 06T z tramvaje 05T, která byla vyrobena v jednom kuse především pro zkoušky. Krajní články jsou posazeny na trakčních pevných podvozcích, střední na běžném nízkopodlažním podvozku, druhý a čtvrtý článek je zavěšen mezi nimi. Podíl nízké podlahy (350 mm nad temenem kolejnice) dosahuje 70 %, zbytek podlahy je ve výšce 620 mm nad temenem. Elektrická výzbroj tramvaje je umístěna na střeše. Vůz je plně klimatizován.
Tramvaj byla zkonstruována pro italské Cagliari, město na ostrově Sardinie. Atypický je zde rozchod tramvajových kolejí – 950 mm. Proto je vůz 06T vybaven speciálními podvozky pro provoz na tomto rozchodu. Může ale jezdit ale i na standardnějších rozchodech – 1000 mm a na normálním 1435 mm.

## Dodávky tramvají
V letech 2006 a 2007 bylo vyrobeno celkem 9 vozů ve dvou sériích.
| Současný stát | Město    | Článek | Typ  | Roky dodávek | Počet vozů | Evidenční čísla při dodání | Poznámky | Zdroj       |
| ------------- | -------- | ------ | ---- | ------------ | ---------- | -------------------------- | -------- | ----------- |
| Itálie        | Cagliari | článek | 06T0 | 2006         | 6          | CA 01–CA 06                |          | [ 1 ] [ 2 ] |
| Itálie        | Cagliari | článek | 06T1 | 2007         | 3          | CA 07–CA 09                |          | [ 1 ] [ 2 ] |